# ثقافة الأطفال

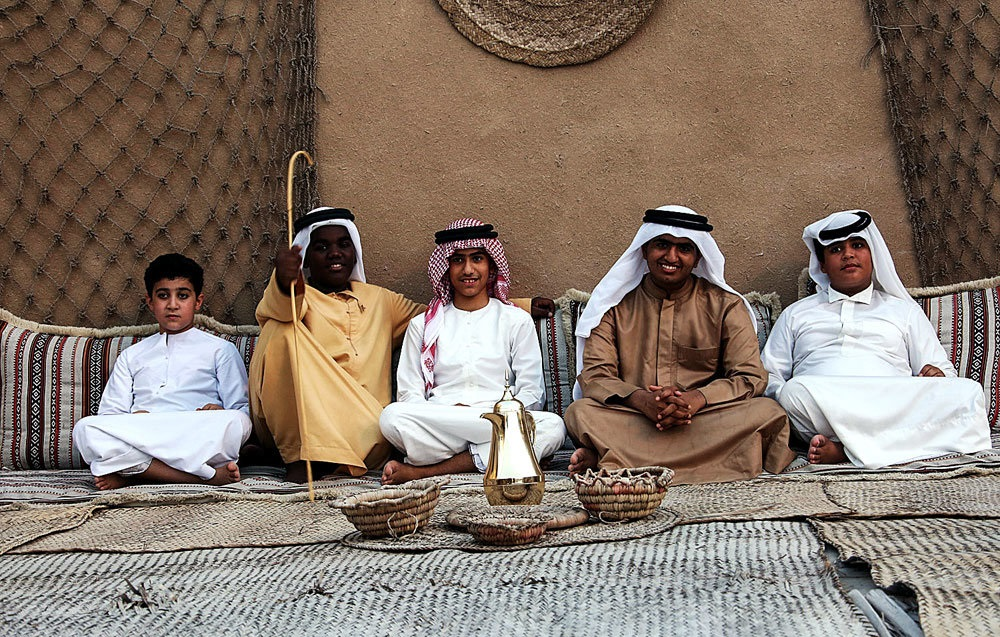
أطفال من جزيرة كيش في زيهم التقليدي في بيت تراثي.

ثقافة الطفل تشمل الأطفال التحف الثقافية أطفال وسائل الإعلام والأدب والأساطير والخطابات نسج حولها مفهوم الطفولة. وقد درست ثقافة الطفل داخل الأوساط الأكاديمية في الدراسات الثقافية، الدراسات الإعلامية، والأدب الإدارات. ويمكن أيضا النظر في التركيز متعدد التخصصات لدراسات الطفولة في نموذج النظرية الاجتماعية المتعلقة بدراسة ثقافة الأطفال.

## دراسات ثقافية للأطفال
في السنوات الأخيرة، قام علماء الدراسات الثقافية من مختلف مجالات الدراسة بفكّ وتقييم القضايا الاجتماعية التي تتناول على وجه التحديد أدوار الأطفال داخل ثقافة المجتمع. أصبحت عبارة «ثقافة الأطفال» الأكثر شعبية من خلال مجموعة من الأعمال المعروفة باسم قارئ الثقافة للأطفال. جمع وتم بواسطة MIT الصورة هنري جنكينز، ويضم علماء مختلف مناقشة الموضوعات الثقافية حول الطفولة وماذا يعني أن يكون الطفل. يصف جنكينز المجموعة بأنها «حول كيفية تعريف ثقافتنا لما يعنيه أن تكون طفلاً، وكيف تؤثر مؤسسات البالغين على حياة الأطفال، وكيف يقوم الأطفال ببناء هوياتهم الثقافية والاجتماعية». ,”. 
هؤلاء العلماء عرض الأطفال «المشاركة الفعالة»، التي تمتلك الاجتماعية والسياسية «وكالة». المؤرخ الأمريكي ستيفن مينتز يردد أن منتقدي التركيز ثقافة الطفل على تسويق، سلعة، والاستعمار الأطفال.
.

### التنشئة الأجتماعية للأطفال
التنشئة الاجتماعية المستهلك والاستهلاك نشعر بالقلق مع المراحل التي تمر بها الشباب على تطوير مهارات الاستهلاكية ذات الصلة والمعرفة والمواقف. في دراسة استرجاعية كتبتها مدرسة التسويق في جامعة كارلسون بولاية مينيسوتا، تبحث ديبورا رودر جون في 25 عامًا من الأبحاث وتركز نقاشها على "معرفة الأطفال بالمنتجات والعلامات التجارية والإعلانات والتسوق والتسعير واتخاذ القرار الاستراتيجيات، واستراتيجيات تأثير الوالدين، ودوافع وقيم الاستهلاك، ” يتم وضع النموذج المقترح لتطوير سلوك المستهلك من خلال استخدام الأنماط المرتبطة بالعمر. باستخدام خصائص المعرفة والاستدلال والآليات التنموية، يتم تحديد المراحل المعرفية والاجتماعية من خلال نظرية بياجيه للتطور المعرفي الذي يصف مراحل النمو التي يتم إتقانها عندما يحصل الأطفال على القدرة على تفسير الرسائل التوسطية. إنها توسع في الانسحاب من نظريات معالجة المعلومات التي تشرح تخزين المعلومات واسترجاعها. يشير جون إلى روبرت ل. سيلمن، أستاذ التعليم والتنمية البشرية وعلم النفس في الطب بجامعة هارفارد، حيث يناقش تطوير المنظورات الاجتماعية عند الأطفال الصغار.

## دراسات وسائل الأعلام للأطفال
دراسات الأطفال المتعلقة باستخدام وسائل الإعلام واستهلاكها، والوصول إليها ومحو الأمية، والمحتوى والتعرض كلها مواضيع موجودة في مجموعة البحوث المتعلقة بعادات الشباب. بسبب البيئة الإعلامية المتطورة بسرعة، يسعى الباحثون من مختلف المجالات الأكاديمية إلى فهم ما وراء الاستهلاك، وتبحث أكثر في أعماق تقنيات الوسائط الجديدة التي تسمح بالتنقل وقدرات مختلفة للتواصل والتفاعل.

```
في مجتمع اليوم، تم الإبلاغ عن استخدام الشباب لخمسة إلى سبعة إلى حتى سبع ساعات ونصف يوميًا في المتوسط باستخدام وسائل الإعلام. وسائل الإعلام الترفيه على وجه التحديد بما في ذلك: التلفزيون وأجهزة التلفزيون غرف النوم، والكابلات /
الأقمار الصناعية
، والأفلام، والموسيقى، 
والكمبيوتر
، 
والإنترنت
، لألعاب الفيديو (عبر الإنترنت أو قرص مضغوط أو وحدة تحكم في الألعاب)، والهواتف المحمولة / الخلوية، والإعلانات، ونماذج الطباعة في مجتمع اليوم، تم الإبلاغ عن استخدام الشباب لخمس.
```

كما طالب علماء آخرون، وهم Wartella ، و Huston ، و Rideout ، و Robb (2009)، بإجراء المزيد من الأبحاث على وجه التحديد لدراسة الفروق في المحتوى لتقييم الجودة مقابل كمية الاستهلاك عبر تنسيقات الوسائط.

## محو الأمية الإعلامية
قام باحثون من مركز دراسات الأطفال والشباب والإعلام التربوي باحثين من جامعة لندن باستعراض بحثي تم إجراؤه نيابة عن Ofcom ، وهي جهة تنظيم مستقلة في صناعة الاتصالات في المملكة المتحدة، وقاموا بمراجعة الأدبيات المتعلقة بمحو الأمية الإعلامية للأطفال مع التركيز على وسائل الإعلام. صيغ التلفزيون، الراديو، الانترنت، والهاتف المحمول. تناولت الدراسة أيضا العديد من العوائق التي تحول دون الاستخدام والاستخدام والتفاهم والإبداع. 
 
تعرف أوفكوم تعليم وسائل الإعلام على أنه «المهارات والكفاءات اللازمة للوصول إلى محتوى الوسائط باستخدام التقنيات المتاحة والبرامج المرتبطة بها» (ص 3).
يشمل محو الأمية الإعلامية مفاهيم مثل «محو الأمية الشبكية»، والأطفال يكونون من الحكمة مقابل الكتب. سونيا ليفينغستون، أستاذ علم النفس الاجتماعي ورئيس قسم الإعلام والاتصالات في كلية لندن للاقتصاد. وشريكها يشعرون بأن تنسيقات الشاشة أصبحت حاسمة بشكل متزايد في التعليم والعمل والترفيه وحتى أشكال التفاعل والمشاركة. . هؤلاء الباحثون يشيرون إلى أهمية الإعلام وتعليم الكمبيوتر مشيرين إلى أنه «ضروري لاكتساب المهارات الضرورية» (ص 52)، ويذهب المؤلفون إلى القول بأنه في المدارس يجب تعليم الأطفال كيفية:
«تشغيل التكنولوجيا لدمج الكمبيوتر في حياة العمل والترفيه»،
«التعامل مع عمليات البحث عن المعلومات وإدارة المعلومات، بما في ذلك الحمولة الزائدة للمعلومات المحتملة»
«تقييم نقدي وتقييم القيمة النسبية للمعلومات من مصادر مختلفة»
«اكتساب كفاءات في فهم البناء، وأشكال، ونقاط القوة والقيود المفروضة على محتويات الشاشة، بما في ذلك تطوير مهاراتهم الإبداعية المتعلقة بالشاشة.»

## الوصول والاستخدام
عند التعامل مع مختلف الحواجز والعوائق التي تساعد على استخدام وسائل الإعلام، فإن الوصول والفهم والمبادرة الإبداعية كلها تلعب أدوارها في محو الأمية الإعلامية. من أجل الوصول إلى وسائل الإعلام يجب أن يكون هناك وصول مادي ومن ثم القدرة على التعامل مع وسائل الإعلام. المفهوم الناشئ ضمن مناقشة الوصول والاستخدام هو الفجوة الرقمية. ال الفجوة الرقمية هي فكرة أن الأشخاص ذوي الوصول الأقل لديهم فرص أقل لتطوير المهارات (صفحة 33). روبرتس و Feohr (2008)، الرجوع إلى المصطلح باسم «الاختلافات في الوصول (في المنازل والمدارس، أو مواقع عامة أخرى) إلى أجهزة الكمبيوتر الشخصية والتقنيات المتحالفة، مثل اتصالات الإنترنت، وفقا للاختلافات في الوضع الاجتماعي والاقتصادي والعرق والإثنية ونوع الجنس والجغرافيا (موقع ريفي وحضري)»(ص 16). على الرغم من انتشار وسائل الإعلام الجديدة للاستخدام الشخصي، ظل الأطفال الذين أفادوا بأنهم استخدموا الإنترنت في يوم عادي في مدارسهم ثابتًا عند 19٪ في عام 2004 و 20٪ في عام 2009 (الصفحة 21). وقد وسع تنويع المشهد الإعلامي من الخيارات المتاحة أمام الشباب للاستهلاك. ومؤسسة أسرة كايسردراسة تمتد على 10 سنوات (1999-2009) تسلط الضوء على العديد من المجالات التي تتفرع فيها وسائل الإعلام إلى منصات جديدة بما في ذلك: زيادة سرعة الوصول إلى الإنترنت في المنزل، وعبور محتوى التلفزيون المتاح عبر الإنترنت، وتوسيع التطبيقات الجديدة مثل مثل الشبكات الاجتماعية و YouTube. [19] نفس الدراسة كايزر من عام 2010، يسلط الضوء على وصول الكمبيوتر والإنترنت للأطفال على أساس العرق ومستوى تعليم الوالدين. 94٪ من الأطفال البيض لديهم وصول إلى الكمبيوتر و 88٪ لديهم إمكانية الوصول إلى الإنترنت، مقارنةً بالكمبيوتر 92٪ من الهسبانك و 74٪ من الإنترنت، و89٪ للكمبيوتر الأسود و78٪ للإنترنت. عند النظر إلى مستويات تعليم الوالدين، من أولئك الذين حصلوا على تعليم مدرسي مرتفع أو أقل من 87٪ كان لديهم وصول إلى الكمبيوتر و 74٪ لديهم اتصال بالإنترنت، 94٪ من أولئك الذين لديهم بعض الكليات كان لديهم حاسوب و84٪ لديهم إنترنت، مقابل 97 ٪ من الكمبيوتر و 91٪ من الوصول إلى الإنترنت لأولئك الأطفال الذين حصل آباؤهم على تعليم جامعي (صفحة 23).

## وسائل الترفية
قامت (Common Sense Media 2012)، بإجراء دراسة فحصت تحديدًا وسائل الإعلام الترفيهية للأطفال التي تتكون من «العروض التلفزيونية والموسيقى وألعاب الفيديو والرسائل النصية وأجهزة الآي بود وألعاب الهاتف الخلوي ومواقع الشبكات الاجتماعية والتطبيقات وبرامج الكمبيوتر مقاطع الفيديو على الإنترنت، والمواقع الإلكترونية المستخدمة للمتعة». في دراسة مماثلة، قام الباحثون في Kaiser (2010) بتعريف وسائل الترفيه على أنها «استخدام وسائل الإعلام غير المرتبطة بالمدرسة» (ص 6). تحدد Bee and Boyd (2010) وسائل الترفيه فقط مثل: التلفزيون والأفلام ومشغلات MP3 وألعاب الفيديو وأجهزة الكمبيوتر (ص 379). [22] في حين أن الاهتمام بمجالات الأشكال الحديثة لوسائل الإعلام الترفيهية آخذ في التوسع، لا يزال التلفزيون يتمتع بأكثر التأثيرات غلبة. [23]يمكن الوصول إلى التلفزيون بسهولة في المنزل، حيث إن دمج الصور الصوتية والرقمية في التلفزيون يعد وسيلة مسلية تحتوي على قيم إعلامية واجتماعية لم تستغلها وسائل الإعلام الجديدة بعد (Huston & Wright، 1989 كما ورد في Singer & Singer، 2005، p. 63). [24] من وجهة نظر التواصل بين الأشخاص، ناقش علماء جامعة ستانفورد المهام المتعددة للمحادثة مقابل تعدد المهام الشخصية التي تتم ملاحظتها في وسائل الإعلام عبر العديد من المنصات المماثلة، بما في ذلك: ألعاب الفيديو، والاستماع إلى الموسيقى، والبريد الإلكتروني والنشر على مواقع الشبكات الاجتماعية، المراسلة النصية والمراسلة الفورية والتحدث على الهواتف والدردشة المرئية. وفقا لفينغستون وبوفيل (2000) من كلية لندن للاقتصاد والعلوم السياسية، معظمهم تقريبا (99 ٪) من الأطفال الذين تتراوح أعمارهم بين 6-17 سنة يشاهدون التلفزيون في أوقات فراغهم، وأكثر من أربع مقاطع فيديو من كل خمس مشاهد (81 ٪)، وثلثي لعب ألعاب الكمبيوتر (64 ٪)، ما يقرب من تسعة في عشرة (86٪) يستمعون إلى الموسيقى (غالباً أثناء القيام بشيء آخر)، أكثر بقليل من النصف (57٪) يقرأون الكتب التي ليست للمدرسة، وثالث (36٪) يستخدمون كمبيوتر شخصي (كمبيوتر) ليس للألعاب في أوقات فراغهم وواحد من كل خمسة (19٪) يستخدم الإنترنت بشكل شخصي في مكان ما (معظمهم في المدرسة).